# Nadine Gordimer
Nadine Gordimer (Johannesburg, 20 novembre 1923 – Johannesburg, 13 luglio 2014) è stata una scrittrice sudafricana, autrice di romanzi e saggi, vincitrice del Booker Prize nel 1974 e del Premio Nobel per la letteratura nel 1991. Nel gennaio 2007 le viene assegnato il Premio Grinzane Cavour per la Lettura.

## Biografia
Nasce a Springs, centro minerario nell'area urbana a est di Johannesburg (East Rand) nella provincia del Gauteng, da Isidore e Nan Gordimer. I suoi genitori sono entrambi immigranti ebrei: il padre si era trasferito in Sudafrica dalla Lituania, la madre da Londra. Durante la gioventù riceve un'educazione di stampo cattolico; la madre la spinge sin da piccola a leggere e a interessarsi al mondo che la circonda: comincia così a scoprire il razzismo di cui è permeata la società in cui vive.
Si iscrive alla Witwatersrand University di Johannesburg dove segue i corsi del primo anno, ma interrompe gli studi senza diplomarsi; qui tocca con mano le barriere esistenti fra i giovani studenti bianchi e i neri anche nell'istruzione universitaria. In questi anni entra in contatto con l'African National Congress e inizia la sua lotta contro la discriminazione razziale. Negli anni sessanta e settanta insegna in alcune università degli Stati Uniti e si batte affinché il Sudafrica riesamini e ritratti la pluridecennale politica di apartheid.
Molte delle sue opere affrontano la questione delle tensioni morali e psicologiche dovute alla segregazione razziale in atto nella sua patria. La sua prima pubblicazione è un breve racconto per bambini, The Quest for Seen Gold, apparso sul Children's Sunday Express nel 1937. La sua prima raccolta, Face to Face (Faccia a faccia), è pubblicata nel 1949. Il primo romanzo The Lying Days, è pubblicato nel 1953. Fra i membri fondatori del Congress of South African Writers, Gordimer è stata premiata con numerosi titoli onorifici, dalla laurea Honoris Causa all'Università Cattolica di Lovanio, in Belgio (prima in ordine di tempo) al titolo di Commandeur de l'Ordre des Arts et des Lettres.
Nel 1985 viene premiata a Capri con il Premio Malaparte.
Nel 1954 sposa Reinhold Cassirer, un commerciante d'arte molto rispettato che aveva fondato la sede sudafricana di Sotheby's e aperto in seguito una propria galleria; quel meraviglioso matrimonio, come lei stessa lo definisce nell'intervista a un periodico nel 2003 (si tratta del suo secondo matrimonio, e del terzo per il marito) dura fino alla morte di lui nel 2001, causata da un enfisema. Il loro figlio Hugo nasce nel 1955. Il 20 marzo 2014 in un'intervista a La Repubblica, per l'uscita italiana del suo romanzo Racconti di una vita, rivela d'essere malata di cancro al pancreas e l'intenzione di smettere di scrivere a causa della malattia che le lascia poche energie.
Muore nel sonno nella sua casa di Johannesburg il 13 luglio 2014.

## Opere

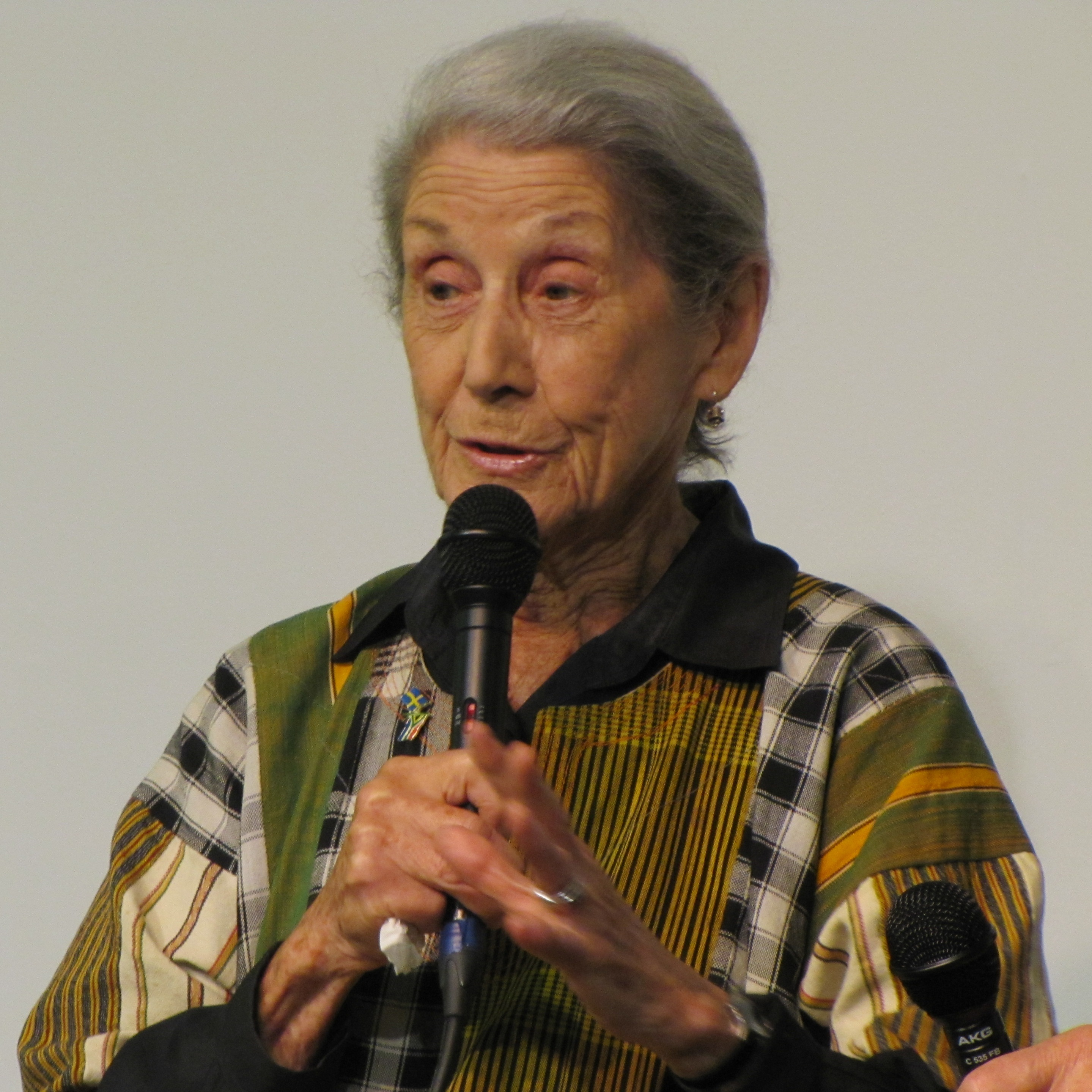
Nadine Gordimer nel 2010

### Romanzi
- I giorni della menzogna (The Lying Days) (1953)
- Un mondo di stranieri (A World of Strangers) (1958) Feltrinelli, 1961, 1982
- Occasione d'amore  (Occasion for Loving) (1963) Feltrinelli, 1984, 1989
- Il mondo tardoborghese (The Late Bourgeois World) (1966) Feltrinelli, 1989
- Un ospite d'onore (A Guest of Honour) 1970 - vincitore del James Tait Black Memorial Prize. Feltrinelli, 1985, 1991
- Il conservatore (The Conservationist) (1974) - vincitore del Booker Prize. La tartaruga, 1987; Feltrinelli, 2009
- La figlia di Burger (Burger's Daughter) (1979) Mondadori, 1979; Feltrinelli, 1992, 1995
- Luglio (July's People) (1981) Rizzoli, 1984; Feltrinelli, 1991
- Una forza della natura (A Sport of Nature) (1987) Feltrinelli, 1987
- Storia di mio figlio  (My Son's Story) 1990 Feltrinelli, 1991, 1993
- Nessuno al mio fianco (None to Accompany Me) (1994) Feltrinelli, 1994, 1999, 2013
- Un'arma in casa (The House Gun) (1998) Feltrinelli, 1998, 2001
- L'aggancio (The Pickup) (2001) Feltrinelli, 2002, 2003
- Sveglia! (Get a Life) (2005) Feltrinelli, 2006
- Ora o mai più (No Time Like The Present) (2012) Feltrinelli, 2012

### Raccolte di racconti
- Face to Face (Faccia a faccia) (1949)
- Town and Country Lovers
- The Soft Voice of the Serpent (La voce soave del serpente) (1952)
- Six feet of the Country (1956)
- Not for Publication (1965)
- Livingstone's Companions (I compagni di Livingstone) (1970)
- Selected Stories (1975)
- No Place Like: Selected Stories (1978)
- Il bacio di un soldato (A Soldier's Embrace) (1980) La tartaruga, 1983
- Qualcosa là fuori (Something Out There) (1984) Feltrinelli, 1986, 1997
- Correspondence Course and other Stories (1984)
- The Moment Before the Gun Went Off (1988)
- Il salto (Jump: And Other Stories) (1991) Feltrinelli, 1992, 2007
- Why Haven't You Written: Selected Stories 1950-1972 (1992)
- Il saccheggio e altri racconti (Loot: And Other Stories) 2003 - Feltrinelli 2016
- Beethoven era per un sedicesimo nero (Beethoven Was One-Sixteenth Black) (2007) Feltrinelli, 2008, 2010
- Racconti di una vita (Life Times: Stories 1952 - 2007) (2014) Feltrinelli

### Teatro
- The First Circle (1949) pub. in Six One-Act Plays

### Saggi
- Vivere nell'interregno (The Essential Gesture) (1988) Feltrinelli, 1990
- The Black Interpreters (1973)
- Scrivere ed essere. Lezioni di poetica (Writing and Being) (1995) Feltrinelli, 1996
- Vivere nella speranza e nella storia: note dal nostro secolo (Living in hope and history: notes from our century) (1999) Feltrinelli, 1999

### Altre opere
- On the Mines (1973)
- Lifetimes Under Apartheid (1986)
- L, u, c, i, e. (2008)